# Liste der Naturdenkmale in Stemwede
Die Liste der Naturdenkmale in Stemwede führt die Naturdenkmale in Stemwede im Kreis Minden-Lübbecke in Nordrhein-Westfalen auf.

## Naturdenkmale
| Bild | Nummer  | Objektbezeichnung                  | Gemarkung    | Flurstück               | Lagebeschreibung                                                                                   | Bemerkung | Koordinaten                 |
| ---- | ------- | ---------------------------------- | ------------ | ----------------------- | -------------------------------------------------------------------------------------------------- | --------- | --------------------------- |
|      | A.11.1  | Erle                               | Dielingen    | 3 - 246                 | Westecke des Grundstücks zum Gemeindeweg hin                                                       | G         | 52° 26′ 51″ N, 8° 21′ 9″ O  |
|      | A.11.2  | 2 Platanen                         | Destel       | 7 - 32                  | an der Ostseite des Wohnhauses                                                                     | G         | 52° 22′ 9″ N, 8° 29′ 7″ O   |
|      | A.11.3  | 1 Eiche                            | Haldem       | 1 - 55                  | in der Mitte des Erbbegräbnisplatzes in Haldem                                                     | G         | 52° 26′ 32″ N, 8° 22′ 34″ O |
|      | A.11.4  | alter Steinbruch im Stemweder Berg | Haldem       | 4 - 52, 53, 54, 55 tlw. | am Südrand des Stemweder Berges                                                                    | Geo       | 52° 26′ 9″ N, 8° 24′ 21″ O  |
|      | A.11.5  | 6 Eichen                           | Niedermehnen | 4 - 80                  | 4 Eichen stehen östlich des Hauses auf dem Hof, 2 Eichen stehen auf der östlich angrenzenden Wiese | G         | 52° 23′ 51″ N, 8° 27′ 48″ O |
|      | A.11.6  | 1 Linde                            | Oppenwehe    | 17 - 27                 | Linde steht in der Mitte auf dem alten Friedhof in Oppenwehe                                       | G         | 52° 27′ 51″ N, 8° 30′ 26″ O |
|      | A.11.7  | 2 Eichen                           | Sundern      | 7 - 10                  | Eichen stehen südöstlich des Hofes auf der Weide                                                   | G         | 52° 22′ 42″ N, 8° 24′ 22″ O |
|      | A.11.8  | 1 Eiche                            | Sundern      | 6 - 14                  | Eiche steht an der Nordseite des Grundstücks zum Weg hin                                           | G         | 52° 23′ 23″ N, 8° 24′ 19″ O |
|      | A.11.9  | 1 Eiche                            | Sundern      | 5 - 29                  | Eiche steht südwestlich des Hofes Sundern 19                                                       | G         | 52° 23′ 12″ N, 8° 24′ 26″ O |
|      | A.11.10 | Steinbruch                         | Haldem       | 3 - 157 tlw.            | nördlich von Haldem - Neustadt                                                                     | Geo       | 52° 26′ 27″ N, 8° 23′ 46″ O |
|      | A.11.11 | 1 Eiche                            | Levern       | 8 - 116                 | am Eingang nördlich des Wohnhauses                                                                 | G         | 52° 22′ 42″ N, 8° 27′ 59″ O |
|      | A.11.12 | 3 Eichen                           | Wehdem       | 6 - 44                  | in der südwestlichen Ecke des Hofes                                                                | G         | 52° 26′ 38″ N, 8° 28′ 47″ O |
|      | A.11.14 | 1 Eiche                            | Levern       | 7 - 42                  | zwischen Wohnhaus und Weg                                                                          | G         | 52° 22′ 45″ N, 8° 26′ 47″ O |
|      | A.11.15 | 1 Eiche                            | Levern       | 3 - 264                 | südlich des Gebäudes                                                                               | G         | 52° 22′ 43″ N, 8° 28′ 2″ O  |
|      | A.11.16 | 1 Eiche                            | Levern       | 9 - 121                 | am Weg gegenüber dem Gehöft                                                                        | G         | 52° 22′ 18″ N, 8° 28′ 5″ O  |
|      | A.11.18 | 1 Eiche                            | Levern       | 9 - 48                  | östlich des Gehöftes                                                                               | G         | 52° 22′ 12″ N, 8° 28′ 3″ O  |
|      | A.11.19 | 8 Eichen                           | Levern       | 8 - 237                 | östlich des Gehöftes am Weg                                                                        | G         | 52° 22′ 11″ N, 8° 27′ 28″ O |
|      | A.11.20 | 1 Eiche                            | Niedermehnen | 4 - 9                   | östlich des Gehöftes am Weg                                                                        | G         | 52° 24′ 16″ N, 8° 27′ 39″ O |
|      | A.11.21 | 1 Eiche                            | Niedermehnen | 2 - 2                   | an der nordwestlichen Ecke des Gehöftes                                                            | G         | 52° 23′ 51″ N, 8° 27′ 11″ O |
|      | A.11.22 | 1 Eiche                            | Niedermehnen | 11 - 11                 | östlich des Wohnhauses                                                                             | G         | 52° 23′ 42″ N, 8° 28′ 37″ O |
|      | A.11.23 | 1 Eiche                            | Destel       | 3 - 54                  | nördlich des Gehöftes                                                                              | G         | 52° 22′ 14″ N, 8° 30′ 13″ O |
|      | A.11.24 | Badeallee                          | Levern       | 4 - 88                  | Eichenallee von der L 766 bis zum Schwefelbad                                                      | G         | 52° 22′ 47″ N, 8° 27′ 13″ O |
|      | B.11.1  | Eibengruppe (7 Gehölze)            | Dielingen    | 5 - 111                 | auf dem Kirchplatz südlich und östlich des Kirchengebäudes                                         | G         | 52° 26′ 33″ N, 8° 20′ 47″ O |
|      | B.11.2  | 1 Stieleiche                       | Dielingen    | 3 - 185                 | „Am Koppelbusch“, Nähe Einmündung „An der Klapphacke“                                              | G         | 52° 26′ 46″ N, 8° 20′ 51″ O |
|      | B.11.3  | 1 Blutbuche                        | Dielingen    | 5 - 124                 | auf dem Friedhof in Dielingen nördlich der Kapelle                                                 | G         | 52° 26′ 28″ N, 8° 20′ 59″ O |
|      | B.11.4  | 1 Stieleiche                       | Haldem       | 5 - 58                  | im Hof westlich des Hauses                                                                         | G         | 52° 26′ 7″ N, 8° 23′ 25″ O  |
|      | B.11.5  | 1 Stieleiche                       | Haldem       | 1 - 187                 | südöstlich des Feuerwehrhauses an der L 766                                                        | G         | 52° 26′ 19″ N, 8° 23′ 5″ O  |
|      | B.11.6  | 1 Roßkastanie, 1 Feldahorn         | Levern       | 13 - 77,197             | Buchhofstr. 17, westlich und nordöstlich des alten Amtshauses (heute Verkehrsamt)                  | G         | 52° 22′ 25″ N, 8° 27′ 18″ O |
|      | B.11.7  | 1 Stieleiche                       | Levern       | 4 - 99                  | westlich des Wohnhauses „An der Horst 1“                                                           | G         | 52° 22′ 43″ N, 8° 27′ 35″ O |
|      | B.11.8  | 1 Stieleiche                       | Oppendorf    | 7 - 70                  | an der Nordseite der Hofweide, östliche Eiche in der Baumreihe entlang der Straße                  | G         | 52° 27′ 14″ N, 8° 28′ 52″ O |
|      | B.11.9  | 1 Stieleiche                       | Wehdem       | 6 - 109                 | im Hof Rahdener Straße 8                                                                           | G         | 52° 26′ 16″ N, 8° 28′ 8″ O  |

## Anmerkung
1. ↑  G=Gehölz, F=Flächenhaftes Objekt, Geo=Geologisches Objekt